# Puntas del Parao
Puntas del Parao és un poblat de l'Uruguai, ubicat al sud del departament de Cerro Largo, limítrof amb Treinta y Tres. Té una població aproximada de 200 habitants, segons les dades del cens del 2004.
Es troba a 265 metres sobre el nivell del mar, essent un dels pobles més alts del departament.